# Bargas (peuple)
Pour les articles homonymes, voir Bargas.
Cet article concerne le peuple barga. Pour la langue barga, voir Bargu.
Les Bargas, Bargu ou Baryu (mongol : ᠪᠠᠷᠭᠤ, VPMC : barɣu, cyrillique : Барга, MNS : Barga) et en chinois simplifié : 巴尔虎 ; chinois traditionnel : 巴爾虎 ; pinyin : bāěrhǔ) sont un peuple mongol. Leur langue, le bargu, est une variété du bouriate.